# SV West 03 Leipzig
SV West 03 Leipzig is een Duitse voetbalclub uit Leipzig, Saksen.

## Geschiedenis
De club werd opgericht in 1903 als FC West 03 Leipzig. De club sloot zich aan bij de Midden-Duitse voetbalbond en speelde in de competitie van Noordwest-Saksen. West slaagde er nooit in te promoveren naar de hoogste klasse, waar de grote clubs VfB, Wacker 1895 en SpVgg 1899 speelden.
In 1908/09 speelde de club voor het eerst in de tweede klasse en werd meteen vicekampioen achter FC Lipsia. Door de perikelen in de Eerste Wereldoorlog trok de club zich terug tijdens seizoen 1915/16.